# Rhogobius rapunculus
Rhogobius rapunculus is een eenoogkreeftjessoort uit de familie van de Dirivultidae. De wetenschappelijke naam van de soort is voor het eerst geldig gepubliceerd in 1998 door Humes & Segonzac.